# Rhynchotechum eximium
Rhynchotechum eximium är en tvåhjärtbladig växtart som först beskrevs av Charles Baron Clarke, och fick sitt nu gällande namn av Rudolf Schlechter. Rhynchotechum eximium ingår i släktet Rhynchotechum och familjen Gesneriaceae. Inga underarter finns listade i Catalogue of Life.